# Паметник на загиналите във войните (Сандански)
Паметникът на загиналите във войните е монумент в чест на загиналите български войници в Балканската (1912-1913), Междусъюзническата (1913), Първата световна война (1915-1918) и Втората световна война (1942-1945), разположен в град Сандански (Свети Врач), България.

## Местоположение
Паметникът е разположен в централния парк на града, между кметството и гимназия „Яне Сандански“.

## История

### Първи паметник
Паметникът е издигнат в 1917 година от щаба на Втора армия, командвана от генерал Георги Тодоров, в памет на загиналите в Първата световна война.
На лицевата страна на паметника е имало надпис: „2 армия. В памет на освободителната война за Македония“, под който, в на дялани камъни, са изписани имената на местата на сражения Струмица, Мала Рупа, Козяк, Орманлий, Гевгели, Скопие, Смърдеш, Левуново, Кавала, Дяково, Ниш, Преспанското езеро.. Отпред е имало бюст на цар Фердинанд. На гърба на паметника, най-отгоре, също е имало надпис: „2 армия“. Под него са изброени дивизиите на армията: 2-ра Тракийска, 3-та Балканска, 5-та Дунавска, 6-та Бдинска, 7-ма Рилска, 8-ма Тунджанска, 10-та Беломорска, 11-та Македонска и 1-ва Конна. В основата, върху каменните блокове, отново са били изписани имената на местата, където Втора армия се е сражавала: Горни Порой, връх Кръстец, връх 1300, Битан, Дяково, Струга, Удово, Пехчево, Беласица, Ниш, Прилеп, Блатец, Струга, Дойран, Берово, Река Черна, Драма, Ресен, Гевгелий, Серес.
След Деветосептемврийския преврат в 1944 година и започнатата от управляващата Българска комунистическа партия политика на македонизация в Пиринска Македония, в града идва югославският комунистически функционер Димитър Влахов, който иска ултимативно паметникът да бъде разрушен и това е направено.

### Нов паметник
Около 1980 година се появява инициатива за възстановяването му. Това става в 1996 година, като възстановеният паметник е открит на Гергьовден, 6 май. Новият паметник не е точно копие на стария. На лицевата му страна има нов надпис: „Вечна слава на загиналите във войните –  1912-1913, 1915-1918 и 1944-1945“. До паметника има плочи с имената на загиналите хората от Свети Врач и околията.
Паметникът е включен в Регистъра на военните паметници в България.